# 海登湖 (愛達荷州)
海登湖（英語：Hayden Lake）是一個位於美國愛達荷州庫特內縣的城市。

## 地理
海登湖的座標為47°45′53″N 116°45′21″W / 47.76472°N 116.75583°W，而該地的平均海拔高度為697米（即2287英尺）。

## 人口
根據2020年美國人口普查的數據，海登湖的面積為2.03平方千米，當中陸地面積為1.58平方千米，而水域面積為0.45平方千米。當地共有人口649人，而人口密度為每平方千米320人。